# 木暮亮
木暮 亮（こぐれ りょう、1896年7月1日 - 1981年3月27日）は、日本の作家、翻訳家。明治大学名誉教授。
本名は、菅藤 高徳（かんとう たかのり）。

## 生涯
福島県福島市（現）生まれ。東京帝国大学独文科卒。在学中より同人誌に参加。1934年、高木卓、真下五一らと『意識』を創刊。
1939年、「地上の子」で芥川賞予選候補、1944年、「おらがいのち」で同候補。
太平洋戦争前から戦後にわたって独文学者として明治大学教授。1964年、獨協大学教授。1971年、退職。

## 著書
- 『檻』（赤門書房、赤門叢書） 1941
- 『少年提琴歌物語』(富士書店） 1943
- 『おらが春 一茶物語』(学習社、学習社文庫） 1944
- 『葡萄畑の家』(御影文庫） 1946
- 「木暮亮作品集」 全3巻（木暮亮作品集刊行会） 1969 - 1971

## 翻訳
- 『犯罪者 附・降神術者』（フリイドリッヒ・フォン・シルレル、菅藤高徳名義訳、越山堂） 1920
- 『スキュデリー嬢』(ホフマン、白水社） 1941
- 『ファウスト』（ゲーテ、新文社、世界名著物語文庫） 1946
- 『砂男』(ホフマン、青磁社） 1947.8
- 『春のめざめ』(ヴェデキント、菅藤高徳名義訳、河出書房） 1955

## 参考
- 『日本近代文学大事典』
- 「芥川賞全集」